# شهدخوار سینه‌آتشی
شهدخوار سینه‌آتشی (نام علمی: Cinnyris solaris) نام یک گونه از سرده ریزشهدخوارها است.